# José María Balmón
José María Balmón Calvente, (nacido el 27 de mayo de 1981 en  Algeciras, Cádiz) es un jugador de baloncesto español. Con 2.04 metros de estatura, juega en la posición de pívot.

## Carrera profesional
Comenzó en el Juventud Alcalá antes de pasar al equipo filial del Estudiantes. Debutó en el año 2000 en la Liga LEB, habiendo disputando más de 200 partidos en dicha competición y acreditando en ella unos promedios totales de 4,2 puntos y 3,2 rebotes. 
Ha disputado un total de 35 partidos en la Liga ACB formando parte del Caja San Fernando (2006/07) y del Ricoh Manresa (2008/09).
En la última etapa de su larga carrera ha disputado la Liga EBA, competición en la que se ha mantenido entre los jugadores más destacados. En la temporada 2018/19 disputó cuatro partidos con el Udea Algeciras, causando baja en el club a finales de diciembre de 2018. En el mes de febrero de 2019 se anunció su fichaje por el Torta del Casar Extremadura, club filial del Cáceres Patrimonio de la Humanidad de LEB Oro. Disputó 4 partidos con el equipo EBA y uno con el primer equipo antes de causar baja definitiva.

## Trayectoria
- 1999-00 EBA. Baloncesto Alcalá.
- 2000-02 EBA. Adecco Estudiantes.
- 2002-03 LEB. Universidad Complutense.
- 2003-04 LEB. UB La Palma.
- 2004-05 LEB. Polaris World Murcia.
- 2004-06 LEB. Plasencia-Galco.
- 2006-07 ACB. Caja San Fernando.
- 2007-08 LEB Oro. Palma Aqua Mágica.
- 2007-08 LEB Plata. Gijón Baloncesto
- 2008-09 ACB  Ricoh Manresa.
- 2009-10 LEB. Club Baloncesto Breogán.
- 2010-11 LEB. Fundación Adepal Álcazar
- 2011-12 LEB Plata. CB Las Rozas
- 2013-15 EBA. Alza Basket Azuqueca
- 2015-16 EBA. Unión Linense Baloncesto
- 2016-17 EBA. Real Canoe
- 2017-19 EBA Udea Algeciras
- 2019- EBA Torta del Casar Extremadura